# HB Alarmsystemen
L'equip HB Alarmsystemen va ser un equip ciclista neerlandès que va competir professionalment entre el 1979 i el 1981.

## Principals resultats
- A través de Bèlgica: Johan van der Meer (1981)
- Volta a Andalusia: Adri Schipper (1981)

### A les grans voltes
- Volta a Espanya
  - 2 participacions (1980, 1981)
  - 3 victòries d'etapa:
    - 1 el 1980: Jos Lammertink
    - 2 el 1981: Heddie Nieuwdorp, Jos Lammertink

  - 0 classificació final:
  - 0 classificació secundària:

- Giro d'Itàlia
  - 0 participacions

- Tour de França
  - 0 participacions

## Composició de l'equip
| \| Llista de l'equip 1979 \| Llista de l'equip 1979 \| Llista de l'equip 1979 \| Llista de l'equip 1979 \| \| Ciclista \| Data de naixement \| Equip previ \| \| \| ---------------------------------------- \| ---------------------- \| ----------------------------------- \| ---------------------- \| \| Jan Breur (1 de maig–31 de des) \| 23 de desembre de 1951 \| \| \| \| Richard Bukacki (28 de maig–31 de des) \| 23 de maig de 1946 \| Mini-Flat–Boule d'Or–Colnago (1978) \| \| \| Wim de Ruiter (15 de abr–31 de des) \| 15 de juny de 1951 \| \| \| \| Roelof Groen (15 de abr–31 de des) \| 17 de agost de 1952 \| \| \| \| Wim Jeremiasse (2 de juny–31 de des) \| 6 de abril de 1956 \| \| \| \| Aldert Jongkind (15 de abr–31 de des) \| 4 de gener de 1940 \| \| \| \| Hans Langerijs (15 de abr–31 de des) \| 14 de gener de 1953 \| \| \| \| Gérard Mak (15 de abr–31 de des) \| 24 de novembre de 1953 \| \| \| \| Co Moritz (2 de juny–31 de des) \| 6 de juny de 1951 \| \| \| \| Hennie Peels (2 de juny–31 de des) \| 28 de desembre de 1943 \| \| \| \| Theo Smit (15 de abr–31 de des) \| 5 de abril de 1951 \| \| \| \| Johan van der Meer (15 de abr–31 de des) \| 16 de novembre de 1954 \| \| \| \| Peter Zijerveld (2 de jul–31 de des) \| 16 de març de 1955 \| \| \| \| Ton Zuiker (15 de abr–31 de des) \| 30 de desembre de 1946 \| \| \| \| \| \| \| \| \| Font: Cycling Archives \| \| \| \|Nota: Jan Breur |                        |                                     |  |
| Llista de l'equip 1979 |                        |                                     |  |
| Ciclista | Data de naixement      | Equip previ                         |  |
| Jan Breur (1 de maig–31 de des) | 23 de desembre de 1951 |                                     |  |
| Richard Bukacki (28 de maig–31 de des) | 23 de maig de 1946     | Mini-Flat–Boule d'Or–Colnago (1978) |  |
| Wim de Ruiter (15 de abr–31 de des) | 15 de juny de 1951     |                                     |  |
| Roelof Groen (15 de abr–31 de des) | 17 de agost de 1952    |                                     |  |
| Wim Jeremiasse (2 de juny–31 de des) | 6 de abril de 1956     |                                     |  |
| Aldert Jongkind (15 de abr–31 de des) | 4 de gener de 1940     |                                     |  |
| Hans Langerijs (15 de abr–31 de des) | 14 de gener de 1953    |                                     |  |
| Gérard Mak (15 de abr–31 de des) | 24 de novembre de 1953 |                                     |  |
| Co Moritz (2 de juny–31 de des) | 6 de juny de 1951      |                                     |  |
| Hennie Peels (2 de juny–31 de des) | 28 de desembre de 1943 |                                     |  |
| Theo Smit (15 de abr–31 de des) | 5 de abril de 1951     |                                     |  |
| Johan van der Meer (15 de abr–31 de des) | 16 de novembre de 1954 |                                     |  |
| Peter Zijerveld (2 de jul–31 de des) | 16 de març de 1955     |                                     |  |
| Ton Zuiker (15 de abr–31 de des) | 30 de desembre de 1946 |                                     |  |
| |                        |                                     |  |
| Font: Cycling Archives |                        |                                     |  |

| \| Llista de l'equip 1980 \| Llista de l'equip 1980 \| Llista de l'equip 1980 \| Llista de l'equip 1980 \| \| Ciclista \| Data de naixement \| Equip previ \| \| \| ---------------------- \| ---------------------- \| -------------------------------------- \| ---------------------- \| \| Jan Aling \| 24 de juny de 1949 \| Marc Zeep Savon-Superia (1979) \| \| \| Richard Bukacki \| 23 de maig de 1946 \| Glemp-T.J. Cycles-Sunair-Heylen (1979) \| \| \| Wim de Ruiter \| 15 de juny de 1951 \| \| \| \| Roelof Groen \| 17 de agost de 1952 \| \| \| \| Martin Havik \| 15 de desembre de 1955 \| TI-Raleigh-McGregor (1979) \| \| \| Jos Lammertink \| 28 de març de 1958 \| \| \| \| Co Moritz \| 6 de juny de 1951 \| \| \| \| Heddie Nieuwdorp \| 28 de març de 1956 \| \| \| \| Herman Ponsteen \| 27 de març de 1953 \| \| \| \| Johan van der Meer \| 16 de novembre de 1954 \| \| \| \| Wies van Dongen \| 8 de octubre de 1957 \| \| \| \| Ad Van Peer \| 31 de agost de 1955 \| \| \| \| Jan van Tilborg \| 25 de maig de 1953 \| \| \| \| Peter Zijerveld \| 16 de març de 1955 \| \| \| \| \| \| \| \| \| Font: Cycling Archives \| \| \| \| |                        |                                        |  |
| Llista de l'equip 1980 |                        |                                        |  |
| Ciclista | Data de naixement      | Equip previ                            |  |
| Jan Aling | 24 de juny de 1949     | Marc Zeep Savon-Superia (1979)         |  |
| Richard Bukacki | 23 de maig de 1946     | Glemp-T.J. Cycles-Sunair-Heylen (1979) |  |
| Wim de Ruiter | 15 de juny de 1951     |                                        |  |
| Roelof Groen | 17 de agost de 1952    |                                        |  |
| Martin Havik | 15 de desembre de 1955 | TI-Raleigh-McGregor (1979)             |  |
| Jos Lammertink | 28 de març de 1958     |                                        |  |
| Co Moritz | 6 de juny de 1951      |                                        |  |
| Heddie Nieuwdorp | 28 de març de 1956     |                                        |  |
| Herman Ponsteen | 27 de març de 1953     |                                        |  |
| Johan van der Meer | 16 de novembre de 1954 |                                        |  |
| Wies van Dongen | 8 de octubre de 1957   |                                        |  |
| Ad Van Peer | 31 de agost de 1955    |                                        |  |
| Jan van Tilborg | 25 de maig de 1953     |                                        |  |
| Peter Zijerveld | 16 de març de 1955     |                                        |  |
| |                        |                                        |  |
| Font: Cycling Archives |                        |                                        |  |

| \| Llista de l'equip 1981 \| Llista de l'equip 1981 \| Llista de l'equip 1981 \| Llista de l'equip 1981 \| \| Ciclista \| Data de naixement \| Equip previ \| \| \| --------------------------------------- \| ---------------------- \| ------------------------------------ \| ---------------------- \| \| Roelof Groen \| 17 de agost de 1952 \| \| \| \| Jos Lammertink \| 28 de març de 1958 \| \| \| \| Heddie Nieuwdorp \| 28 de març de 1956 \| \| \| \| Herman Ponsteen \| 27 de març de 1953 \| \| \| \| Jos Schipper \| 10 de juny de 1951 \| Marc-Carlos-V.R.D.-Woningbouw (1980) \| \| \| Dag Selander \| 21 de novembre de 1965 \| \| \| \| Johan van der Meer \| 16 de novembre de 1954 \| \| \| \| Wies van Dongen \| 8 de octubre de 1957 \| \| \| \| Jacques van Meer \| 18 de maig de 1958 \| \| \| \| Ad Van Peer \| 31 de agost de 1955 \| \| \| \| Jan van Tilborg \| 25 de maig de 1953 \| \| \| \| Mario van Vlimmeren \| 10 de juny de 1958 \| \| \| \| Hans Vonk \| 15 de agost de 1959 \| \| \| \| Peter Zijerveld \| 16 de març de 1955 \| \| \| \| \| \| \| \| \| Fonts: ProCyclingStats Cycling Archives \| \| \| \| |                        |                                      |  |
| Llista de l'equip 1981 |                        |                                      |  |
| Ciclista | Data de naixement      | Equip previ                          |  |
| Roelof Groen | 17 de agost de 1952    |                                      |  |
| Jos Lammertink | 28 de març de 1958     |                                      |  |
| Heddie Nieuwdorp | 28 de març de 1956     |                                      |  |
| Herman Ponsteen | 27 de març de 1953     |                                      |  |
| Jos Schipper | 10 de juny de 1951     | Marc-Carlos-V.R.D.-Woningbouw (1980) |  |
| Dag Selander | 21 de novembre de 1965 |                                      |  |
| Johan van der Meer | 16 de novembre de 1954 |                                      |  |
| Wies van Dongen | 8 de octubre de 1957   |                                      |  |
| Jacques van Meer | 18 de maig de 1958     |                                      |  |
| Ad Van Peer | 31 de agost de 1955    |                                      |  |
| Jan van Tilborg | 25 de maig de 1953     |                                      |  |
| Mario van Vlimmeren | 10 de juny de 1958     |                                      |  |
| Hans Vonk | 15 de agost de 1959    |                                      |  |
| Peter Zijerveld | 16 de març de 1955     |                                      |  |
| |                        |                                      |  |
| Fonts: ProCyclingStats Cycling Archives |                        |                                      |  |